# Division 1 (Bélgica) 1898-99
La Primera División de Bélgica 1898/99 fue la cuarta temporada de la máxima competición futbolística en Bélgica.

## Tabla de posiciones

### Grupo A
| Pos | Equipo                               | PJ | PG | PE | PP | GF | GC | Pts | DG  | Notas                  |
| --- | ------------------------------------ | -- | -- | -- | -- | -- | -- | --- | --- | ---------------------- |
| 1   | F.C. Liégeois                        | 8  | 8  | 0  | 0  | 31 | 5  | 16  | +26 | Clasificado a la final |
| 2   | Racing Club de Bruxelles             | 8  | 4  | 0  | 4  | 30 | 22 | 8   | +8  |                        |
| 3   | Léopold Club de Bruxelles            | 8  | 3  | 1  | 4  | 23 | 21 | 7   | +2  |                        |
| 4   | Athletic & Running Club de Bruxelles | 7  | 2  | 1  | 4  | 11 | 28 | 5   | -17 |                        |
| 5   | Antwerp F.C.                         | 7  | 1  | 0  | 6  | 5  | 24 | 2   | -19 |                        |

PJ = Partidos jugados; PG = Partidos ganados; PE = Partidos empatados; PP = Partidos perdidos; GF = Goles a favor; GC = Goles en contra; Pts = Puntos; DG = Diferencia de goles

### Grupo B
| Pos | Equipo                 | PJ                                       | PG                                       | PE                                       | PP                                       | GF                                       | GC                                       | Pts                                      | DG                                       | Notas                  |
| --- | ---------------------- | ---------------------------------------- | ---------------------------------------- | ---------------------------------------- | ---------------------------------------- | ---------------------------------------- | ---------------------------------------- | ---------------------------------------- | ---------------------------------------- | ---------------------- |
| 1   | F.C. Brugeois          | Resultados desconocidos hasta el momento | Resultados desconocidos hasta el momento | Resultados desconocidos hasta el momento | Resultados desconocidos hasta el momento | Resultados desconocidos hasta el momento | Resultados desconocidos hasta el momento | Resultados desconocidos hasta el momento | Resultados desconocidos hasta el momento | Clasificado a la final |
| 2   | Oostendensche FC       | Resultados desconocidos hasta el momento | Resultados desconocidos hasta el momento | Resultados desconocidos hasta el momento | Resultados desconocidos hasta el momento | Resultados desconocidos hasta el momento | Resultados desconocidos hasta el momento | Resultados desconocidos hasta el momento | Resultados desconocidos hasta el momento |                        |
| 3   | A.C. Gantois           | Resultados desconocidos hasta el momento | Resultados desconocidos hasta el momento | Resultados desconocidos hasta el momento | Resultados desconocidos hasta el momento | Resultados desconocidos hasta el momento | Resultados desconocidos hasta el momento | Resultados desconocidos hasta el momento | Resultados desconocidos hasta el momento |                        |
| 4   | Sport Pédestre de Gand | Resultados desconocidos hasta el momento | Resultados desconocidos hasta el momento | Resultados desconocidos hasta el momento | Resultados desconocidos hasta el momento | Resultados desconocidos hasta el momento | Resultados desconocidos hasta el momento | Resultados desconocidos hasta el momento | Resultados desconocidos hasta el momento |                        |

PJ = Partidos jugados; PG = Partidos ganados; PE = Partidos empatados; PP = Partidos perdidos; GF = Goles a favor; GC = Goles en contra; Pts = Puntos; DG = Diferencia de goles

## Final
| Equipo 1      | Agr.  | Equipo 2      | Ida   | Vuelta |
| ------------- | ----- | ------------- | ----- | ------ |
| F.C. Liégeois | 6 - 3 | F.C. Brugeois | 2 - 0 | 4 - 3  |